# 百越語
百越語（ひゃくえつご、Baiyue language(s)）または古越語（こえつご、Old Yue language(s)）はかつて中国南部に居住した百越が話していた諸言語である。粤語、閩語、客家語、呉語などの基層言語になっている。

## 系統解明
百越の言語についての知識は断片的な文献と可能性が考えられる他の言語（基本的には中国語）への借用語に限られている。最も長いものは、BC528年に音声的に漢字に転写され、5世紀後に劉向が編集した説苑に中国語版で含まれている越人歌である。
百越語の系統については合意された見解はなく、現在中国南部に分布する非シナ・チベット語族を候補にすれば、プレ・クラ・ダイ語族、プレ・モン・ミエン語族、オーストロアジア語族が挙げられる。クラ・ダイ語族、モン・ミエン語族、オーストロアジア語族のベトナム語は、中国語と同様の声調があり、節構造、文法的特徴、活用がないことも似ている。しかしこれらは、系統関係を反映しているというよりも、接触による拡散と考えられる
- 中国の学者はしばしば百越語は初期のクラ・ダイ語族の言語であると想定する。言語学者のWei Qingwen「越人歌」を標準チワン語（英語版）に翻訳した。鄭張尚芳（英語版）は、百越語に最も近い利用可能な近似言語として、文語タイ語（13世紀）で歌を解釈することを提唱したが、これについては論争がある[1][5]
- Chamberlain (1998)は、現代ベトナム語の祖先となるオーストロアジア系言語が、紅河デルタ北部地域ではなく、ベトナムのゲアン省・クアンビン省やラオスのボーリカムサイ県・カムムアン県起源であるとしている[6]。いっぽうで、Ferlus (2009)は、ドンソン文化の主要な特徴であるすりこ木、オール、餅米を調理する平鍋の発明が、北部ベト・ムオン語群と南部ベト・ムオン語群におけるこれらの発明についての語彙の創出と一致していることを示した[7]。これらの発明についての新たな語彙は、借用語ではなく、既存の語彙から派生した。現在の北部ベト・ムオン語群の分布はドンソン文化のそれと一致している。よって、Ferlusは北部ベト・ムオン語群の話者は、ドンソン文化人の最直系の継承者であり、紅河デルタの南部と北中ベトナムに紀元前1世紀から住んでいた、と結論づけた[7]。

Wolfgang Behr (2002) は、古代中国の2つのフィクション小説、穆天子伝（BC4世紀）と越絶書（AD1世紀）の文章の中に、非シナ系の語彙が散在し、それがクラ・ダイ語族の語彙と比較可能なことを指摘した。例えば、中国語で表記された呉の語彙：
- "Good" (善) 　表記：伊 上古中国語 *bq(l)ij; タイ祖語 *ʔdɛiA1、カム・スイ祖語 *ʔdaai1 "good";
- "Way" (道) 　表記：缓 上古中国語 *awan; タイ祖語 *xronA1、カム・スイ祖語 *khwən "road, way"、 リー祖語 *kuun; cf） オーストロネシア祖語 *Zalan (Thurgood 1994:353).

Behr (2009) は楚方言は3つの基層言語に影響を受けていると記しており、その最大のものはクラ・ダイ語族であるが、おそらくオーストロアジア語族とモン・ミエン語族からも影響を受けているとしている。
中国の歴史書に残された語彙の数は限られているが、古代百越に話された言語の痕跡は、中国南部方言の中に、非漢語の基層として見つけることができる。例）呉語、粤語、客家語、閩語など。
- Robert Bauer (1987)は、粤語、客家語、閩語に、クラ・ダイ語族にツールを持つ27の語彙を認めている[10]。 Bauer (1996)は、広州の広東語とクラ・ダイ語族の間に29の同根語を認めることができるとも指摘しており、そのうち9つはクラ・ダイ語族起源であると確認されたとしている[11] 。Li Hui (2001)は、上海郊外の閔行区の呉語において、検証した100以上の同根語のうち、126がクラ・ダイ語族起源であるとしている[12]。著者によれば、これらの同根語は古越語に遡る[13]。
- モン系シェ語と客家語の間に関連があると指摘する研究者もいる[14][15][16][17]。
- Ye (2014）は古代楚方言にいくつかのオーストロアジア語族からの借用語があるとしている[18]。

ジェリー・ノーマンとMei Tsu-Linは、百越のうち少なくともいくつかは、オーストロアジア語族の言語を話していたことを示した。
- シナ・チベット語族への有名な借用語[22]はk-la（虎） (漢字: 虎; 上古中国語: *qʰlaːʔ > 官話ピンイン: hǔ, 漢越語 hổ) であり、オーストロアジア祖語 *kalaʔ (比較: ベト・ムオン語群 *k-haːlʔ > kʰaːlʔ > ベトナム語 khái & Muong khảl) に由来する。
- 長江（中国語:江;ピンイン:jiāng; 早期中古中国語: kœ:ŋ; 上古中国語: *kroŋ; 広東語: "kong"）の古名は、後に、中国南部では、川を意味する一般名詞になった。NormanとMeiは、この語はベトナム語sông (*krongから) とモン語 kruŋ（「川」の意）と同根であると提唱している。
- 彼らはまた、閩語の語彙にオーストロアジア語族の基層が存在する証拠を提出している[19][23]。

NormanとMeiの仮説は広く引用されているが、最近になりローラン・サガールによって批判されている。サガールは、百越語は曇石山文化（現代の福建省）の言語の子孫であり、オーストロネシア祖語と同源だと提唱している。彼はベト・ムオン語群の揺籃の地は北ベトナムよりもはるか南だと主張している。
- 「説文解字」（紀元後100年）によると、南越国において、犬を指す語（中国語: 撓獀; ピンイン: náosōu; 早期中古中国語: nuw-ʂuw）は、おそらくオーストロアジア系言語由来である。現代の中国語で、Sōuは「狩る」を意味する。しかし、「説文解字」では、犬は獶獀（紀元後100年頃の発音は*ou-souと推定）と記録されており、口蓋化音で始まるオーストロアジア系の単音節ベトナム語のchó、モン語の clüwなどよりも、オーストロネシア祖語の*asu, *u‑asu （犬）とよく似ている[5]。
- NormanとMeiは閩語の語彙「捌」（「知る、理解する」の意）(閩祖語 *pat; > 福州語 /paiʔ˨˦/ 、アモイ語 /pat̚˧˨/) をベトナム語のbiết（「知る、理解する」の意）と比較している。しかし、Sagartは閩語とベトナム語の「知る、理解する」の感覚は、中国語の語彙の「別」（「識別する、区別する」の意）(官話: bié; 中古中国語: /bˠiɛt̚/; 上古中国語: *bred)の意味的拡張であり、ベトナム語のbiếtは中国語からの借用であるとしており、論争がある。

## 中国語の基層言語として
近年、クラ・ダイ語族、モン・ミエン語族、オーストロアジア語族、オーストロネシア語族など近縁、近隣の言語集団との対照研究や考古学、人類学などとの学際的研究も進んだ結果、閩語、粤語、呉語など、かつて中国語の方言とされたものが、口頭言語としては互いに通じないばかりでなく、その違いが基層言語の違いであることも判明し、ゲルマン語派内の相互の違いに匹敵することから、単一言語ではなく、複数言語の集合体と考えるのが、海外(どこから見て海外?)の学者の間では一般的になった（王育徳、橋本萬太郎、諏訪哲郎、 Oi-kan Yue-Hashimoto, ジェリー・ノーマン、ポール・K・ベネディクトなど）。すなわち、百越語の内部でもかなりの差異があり、百越語は別系統の諸言語の集合体であったことになる。